# Сергеев, Сергей Александрович (игрок в мини-футбол)
Сергей Александрович Сергеев (род. 28 июня 1983, Москва) — российский футболист, игрок в мини-футбол. Универсал, предпочитающий игру в защите. Заслуженный мастер спорта России (2012).

## Биография
Сергей Сергеев воспитанник футбольного клуба «Красногвардеец» играл на позиции крайнего полузащитника как левого так и правого, но затем решил уйти в мини-футбол.

### Первые сезоны
Сергеев перешёл в структуру московского ЦСКА в 2001 году. Два года он играл за дубль армейцев, где хорошо проявил себя и сезон 2003/04 начал уже в качестве игрока первой команды. 5 октября 2003 года Сергей забил свой первый гол за ЦСКА, открыв счёт в матче против новоуренгойской «Итеры». По итогам сезона Сергеев показал очень хорошую для дебютанта результативность, забив 19 мячей, что стало третьим результатом в команде. А ЦСКА повторил лучший результат в своей истории, заняв в чемпионате шестое место.

### Дебют в сборной
В следующем сезоне Сергеев также демонстрировал неплохую игру, чем привлёк внимание тренеров сборной России по мини-футболу. Сергей дебютировал в её составе 29 ноября 2005 года в товарищеском матче против сборной Италии. А годом позже в составе студенческой сборной он стал победителем студенческого чемпионата мира. 28 января 2007 года Сергеев забил первый гол за главную сборную в товарищеском матче против сборной Узбекистана. В течение года ему удалось закрепиться в команде и войти в состав на чемпионат Европы 2007 года, где россияне стали бронзовыми призёрами.

### Капитан клуба и сборной
По итогам сезона 2007/08 ЦСКА показал лучший результат в своей истории, заняв пятое место. Сергеев забил в нём 30 голов, что было лучшим результатом в команде. В августе 2008 года он был выбран капитаном армейского клуба. По ходу следующего сезона Сергей стал лидером команды по количеству проведённых матчей, обойдя Александра Антипова.
Сергеев вошёл в состав сборной на чемпионат Европы 2010 года, где россияне выбыли на стадии 1/4 финала. На тот момент Сергею не удавалось ярко проявить себя в составе сборной. Однако всё изменилось в 2011 году, который он начал, забив гол в историческом матче против сборной Бразилии, когда россияне впервые в истории одолели грозного соперника. Сергеев продолжил результативную игру и в последующих матчах сборной, став одним из лидеров команды. Год он завершил в качестве её капитана.

### Конец армейской эры
Летом 2012 года ЦСКА начал испытывать серьёзные финансовые проблемы. Было объявлено, что клуб отказывается от всех игроков основного состава, а позже стало известно, что клуб отказывается и от места в Суперлиге. В результате этих событий завершился одиннадцатилетний период пребывания Сергеева в ЦСКА — его новым клубом стал действующий чемпион России московское «Динамо».

## Достижения
- Серебряный призёр Чемпионата Европы по мини-футболу: 2012, 2014
- Бронзовый призёр Чемпионата Европы по мини-футболу: 2007
- Победитель студенческого чемпионата мира по мини-футболу: 2006
- Чемпион России по мини-футболу: 2012/13
- Обладатель Кубка России по мини-футболу: 2013
- Обладатель Межконтинентального кубка: 2013
- Серебряный призёр Кубка УЕФА по мини-футболу: 2012/13

## Статистика

### Голы за сборную
| Голы Сергеева за сборную России | Голы Сергеева за сборную России | Голы Сергеева за сборную России | Голы Сергеева за сборную России | Голы Сергеева за сборную России | Голы Сергеева за сборную России |
| №                               | Дата                            | Соперник                        | Счёт                            | Голы                            | Соревнование                    |
| ------------------------------- | ------------------------------- | ------------------------------- | ------------------------------- | ------------------------------- | ------------------------------- |
| 1                               | 28 января 2007                  | Узбекистан                      | 4:2                             | 1                               | Товарищеский матч               |
| 2                               | 21 февраля 2007                 | Греция                          | 8:0                             | 1                               | Отбор ЧЕ-2007                   |
| 3                               | 1 декабря 2009                  | Чехия                           | 2:1                             | 1                               | Товарищеский матч               |
| 4                               | 17 января 2011                  | Бразилия                        | 3:1                             | 1                               | Товарищеский матч               |
| 5                               | 24 февраля 2011                 | Финляндия                       | 5:1                             | 1                               | Отбор ЧЕ-2012                   |
| 6                               | 14 сентября 2011                | Португалия                      | 3:3                             | 2                               | Товарищеский матч               |
| 7                               | 16 октября 2011                 | Замбия                          | 13:1                            | 1                               | Гран-при                        |
| 8                               | 21 октября 2011                 | Аргентина                       | 3:2                             | 1                               | Гран-при                        |
| 9                               | 15 ноября 2011                  | Иран                            | 3:2                             | 1                               | Товарищеский матч               |
| 10                              | 16 декабря 2011                 | Казахстан                       | 4:0                             | 1                               | Отбор ЧМ-2012                   |
| 11                              | 18 декабря 2011                 | Венгрия                         | 4:2                             | 1                               | Отбор ЧМ-2012                   |
| 12                              | 10 января 2012                  | Словения                        | 2:1                             | 1                               | Товарищеский матч               |
| 13                              | 5 февраля 2012                  | Италия                          | 2:2                             | 1                               | ЧЕ-2012                         |
| 14                              | 27 марта 2012                   | Азербайджан                     | 3:2                             | 2                               | Отбор ЧМ-2012                   |